# Boy For Rent
Boy For Rent (tiếng Thái: Boy For Rent – ผู้ชายให้เช่า; RTGS: Boy For Rent – Phu Chai Hai Chao) là một bộ phim truyền hình Thái Lan phát sóng năm 2019 với sự tham gia của Sananthachat Thanapatpisal (Fon), Sarunchana Apisamaimongkol (Aye), Tanutchai Wijitwongthong (Mond) và Thanat Lowkhunsombat (Lee).
Bộ phim được đạo diễn bởi Ekkasit Trakulkasemsuk và sản xuất bởi GMMTV và Keng Kwang Kang. Đây là một trong mười ba dự án phim truyền hình cho năm 2019 được GMMTV giới thiệu trong sự kiện "Wonder Th13teen" vào ngày 5 tháng 11 năm 2018. Bộ phim được phát sóng vào lúc 21:45 (ICT) (22:00 (ICT) đối với tập đầu tiên), thứ Sáu trên One 31 và phát lại vào 23:00 (ICT) cùng ngày trên LINE TV, bắt đầu từ ngày 10 tháng 5 năm 2019. Bộ phim kết thúc vào ngày 2 tháng 8 năm 2019.
Bộ phim đã được phát lại vào lúc 22:45 (ICT), thứ Hai và thứ Ba trên GMM 25, bắt đầu từ ngày 1 tháng 6 năm 2020.

## Diễn viên
Dưới đây là dàn diễn viên của bộ phim:

### Diễn viên chính
- Sananthachat Thanapatpisal (Fon) vai Smile
- Sarunchana Apisamaimongkol (Aye) vai Liz
- Tanutchai Wijitwongthong (Mond) vai Badz
- Thanat Lowkhunsombat (Lee) vai Kyro

### Diễn viên phụ
- Apichaya Saejung (Ciize) vai Onnie
- Sutthipha Kongnawdee (Noon) vai Tam
- Jirakit Kuariyakul (Toptap) vai Tan
- Chatchawit Techarukpong (Victor) vai Jayden
- Suttatip Wutchaipradit (Ampere) vai Jenny

### Khách mời
- Wanwimol Jaenasavamethee (June) vai em gái của Badz
- Nutchapon Rattanamongkol (Nut)
- Sarunthorn Klaiudom (Mean) vai Run

## Nhạc phim
| Tên bài hát                                               | Thể hiện                                                    | Ref.   |
| --------------------------------------------------------- | ----------------------------------------------------------- | ------ |
| เจ้าหญิงของใครสักคน (Dan Dee Kae Luang Wok Von Reu Jing Jai) | Sarunchana Apisamaimongkol (Aye)                            | [ 9 ]  |
| ไม่ใช่เรื่องสมมติ (Mai Chai Ruang Som Mut)                     | Jirakit Thawornwong (Mek)                                   | [ 10 ] |
| ที่สุดในโลก (Tee Sud Nai Lohk)                               | Thanat Lowkhunsombat (Lee) Sarunchana Apisamaimongkol (Aye) | [ 11 ] |
| นี่แหละความรัก (Nee Lae Kwahm Ruk)                           | Tanutchai Wijitwongthong (Mond)                             | [ 12 ] |